# Білоруське Наукове Товариство (БНТ)
Білоруське наукове товариство (БНТ) — перша білоруська наукова установа, яка діяла у Вільнюсі в 1918 — 1939 рр. Серед засновників - Вацлав Ластовський, Іван та Антон Луцькевичі, Вінсент Святополк-Мірський, Ян Станкевич, Владислав Толочко та інші. Керівним органом був уряд, який обирався на загальних зборах членів БНТ.

## Історія
Відповідно до статуту, товариство ставило за мету "різноманітну наукову роботу, розвиток любові до наукових досліджень та розширення знань". Свої завдання вона вбачала у заснуванні та утриманні музеїв, бібліотек, наукових установ, організації виставок, лекцій, курсів та наукових конгресів, видавничій роботі та виданні періодичних видань.
Німецька окупаційна влада 23 січня 1918 дала дозвіл на відкриття БНТ і затвердила його Статут, оскільки сподівалась на практичну допомогу товариства німецьким науковцям у своїх дослідженнях з білорусознавства та завоювання довіри білоруської інтелігенції.
Про заснування БНТ було оголошено 26 січня 1918 на Білоруській конференції у Вільнюсі. Відповідно до Хартії, БНТ мало право створювати і утримувати за свій рахунок музей, бібліотеку, академічні установи, організовувати виставки, екскурсії, лекції, курси, зустрічі, проводити конкурси, займатися видавничою діяльністю.
Серед засновників БНТ були В. Ластовський, А. Луцкевич, І. Луцкевич, В. Святополк-Мірський, Я. Станкевич, В. Талочка та інші. На початку своєї діяльності БНТ зосередилося на розробці білоруської наукової термінології, проблемах перекладу педагогічної та методичної літератури білоруською мовою. При товаристві були організовані Білоруський музей імені І. Луцкевича та бібліотека на основі книгозбірні Б. Даниловича. Діяли історичні, літературно-мистецькі та краєзнавчо-екскурсійні секції. На засіданнях члени БНТ виступили з доповідями з історії, літератури, мови, фольклору та етнографії Білорусі. У 1925 товариство святкувало 400-річчя білоруського книгодрукування, у 1929 — 400-річчя Статуту Великого князівства Литовського 1529 та інші. БНТ видало наукові збірники "Щорічник Білоруського наукового товариства у Вільнюсі" (1933), "Записи Білоруського наукового товариства" (1938), книгу А. Станкевича "Доктор Франциск Скорина — перший білоруський друкар, 1525 — 1925" (1925) та інші. Деякі наукові праці та звіти про діяльність БНТ були опубліковані в журналах "Калоссе", " Неман ", " Шлях моладзі".
За час існування Білоруського наукового товариства його склад змінився. Одні члени емігрували до БРСР (Г. Богданович, М. Горецький, А. Гриневич, Г. Дворчанин, М. Кахнович, С. Рак-Михайловський, А. Смолич, С. Чижевський), інші включилися в політичну діяльність, були заарештовані польською владою (Я. Логинович, Б. Тарашкевич та ін.). Товариство поповнилося, особливо в 1930-х, творчою молоддю з Вільнюського та Празького університетів . Наприкінці 1920-х — на початку 1930-х до БНТ прийшли В. Гришкевиіч, М. Ільяшевич, Б. Кіт, М. Пецюкевич, С. Станкевич, М. Чарнецький, М. Шкельонок, Р. Екран та ін. 
У роботі товіариства постійно брали участь А. Луцкевич, С. Павлович, У. Самойла, А. Станкевич, А. Трепка; з перервами -— В. Богданович, А. Більдзюкевич, Е. Будька, Л. Дубейковський, Г. Душевська, Р. Зямкевич, В. Івановський, М. Костевич, І. Котович, Б. Плісс, А. Соколова, Я. Соловей, Ф. Умястовський, Л. Чернявська, К. Шафнагель та ін.
БНТ припинило свою діяльність після совєцької окупації Західної Білорусі.